# إليو رودريغيز
إليو رودريغيز (بالإسبانية: Elio Rodríguez)‏ هو لاعب كرة قدم أوروغواني في مركز الوسط، ولد في 13 نوفمبر 1962 في الأوروغواي. لعب مع Canadian Soccer Club ‏.

## وصلات خارجية
- إليو رودريغيز على موقع قاعدة بيانات كرة القدم.إي يو (الإنجليزية)